# Сосвятское
Сосвятское — деревня в Западнодвинском районе Тверской области. Входит в состав Западнодвинского сельского поселения.

## География
Деревня расположена в восточной части района, на правом берегу реки Велеса. Находится на расстоянии 15 км к юго-востоку от города Западная Двина. Ближайший населённый пункт — деревня Барино.

## История
На топографической карте Фёдора Шуберта 1867 — 1901 годов обозначен господский дом Всесвятское.
До 2005 года деревня входила в состав упразднённого в настоящее время Баевского сельского округа, с 2005 — в составе Западнодвинского сельского поселения.

## Население
| 2010 |
| ---- |
| 6    |

В 2002 году население деревни составляло 20 человек.
Национальный состав
Согласно результатам переписи 2002 года, в национальной структуре населения русские составляли 95 % от жителей.